# Essinge kyrka
Essinge kyrka (även Försoningens kyrka) är församlingskyrka i Västermalms församling, den står på Stora Essingens näst högsta punkt. Kyrkan ritades av arkitekt Cyrillus Johansson och invigdes på tacksägelsedagen 1959. Anläggningen är sedan april 1990 ett kyrkligt kulturminne.

## Bakgrund
År 1941 upplät Stockholms stadsfullmäktige den högt belägna kyrkotomten och 1943 anordnades en arkitekttävling för den nya kyrkan. Fyra arkitekter inbjöds att delta och Cyrillus Johanssons förslag fick första pris. Han var en mycket anlitad arkitekt och stod bakom så skilda byggnadsverk som Årstabron (1924), Centrumhuset (1929-31), Ludvika stadshus (1934) och  Nikkaluokta kapell (1942). Essinge kyrka skulle bli hans sista genomförda uppdrag. Församlingshemmet började byggas 1953 och själva kyrkan påbörjades 1957. Hela anläggningen stod klar 1959 och invigdes på tacksägelsedagen. Cyrillus Johansson fick inte uppleva det färdiga resultatet.

## Kyrkobyggnaden

### Exteriör
Kyrkan är av basilikatyp med ett högre mittskepp och lägre sidoskepp och ligger orienterad i nord-sydlig riktning med kyrkporten åt söder. Gällande den nya kyrkan på Stora Essingen var Johansson tydligt inspirerad av sydeuropeisk byggnadsstil stil. Detta syns i kyrkorummets valvbågar och alldeles särskilt i det fristående klocktornet, en så kallad kampanil, som står ett 40-tal meter söder om kyrkobyggnaden och är ett tydligt landmärke i södra Stockholm. Tornet är 48 meter högt inklusive det fyra meter höga korset och reser sig 97 m över Essingesundet. Klocktornet har ett konformat, kopparklätt tak. De tre klockorna kallas "tron", "hoppet" och "kärleken". De är gjutna av Bergholtz klockgjuteri i Sigtuna.
Samtliga byggnader är uppförda i rött tegel och murade med breda liggfogar, ett grepp som Johansson använde vid många av sina byggnader. Mittskeppet täcks av ett kopparklätt sadeltak, medan de lägre sidoskeppen är utformade som pulpettak, även dessa är belagda med koppar. Längs med sidoskeppens fasader finns höga, välvda fönster som belyser kyrkorummet med dagsljus.

### Exteriörbilder

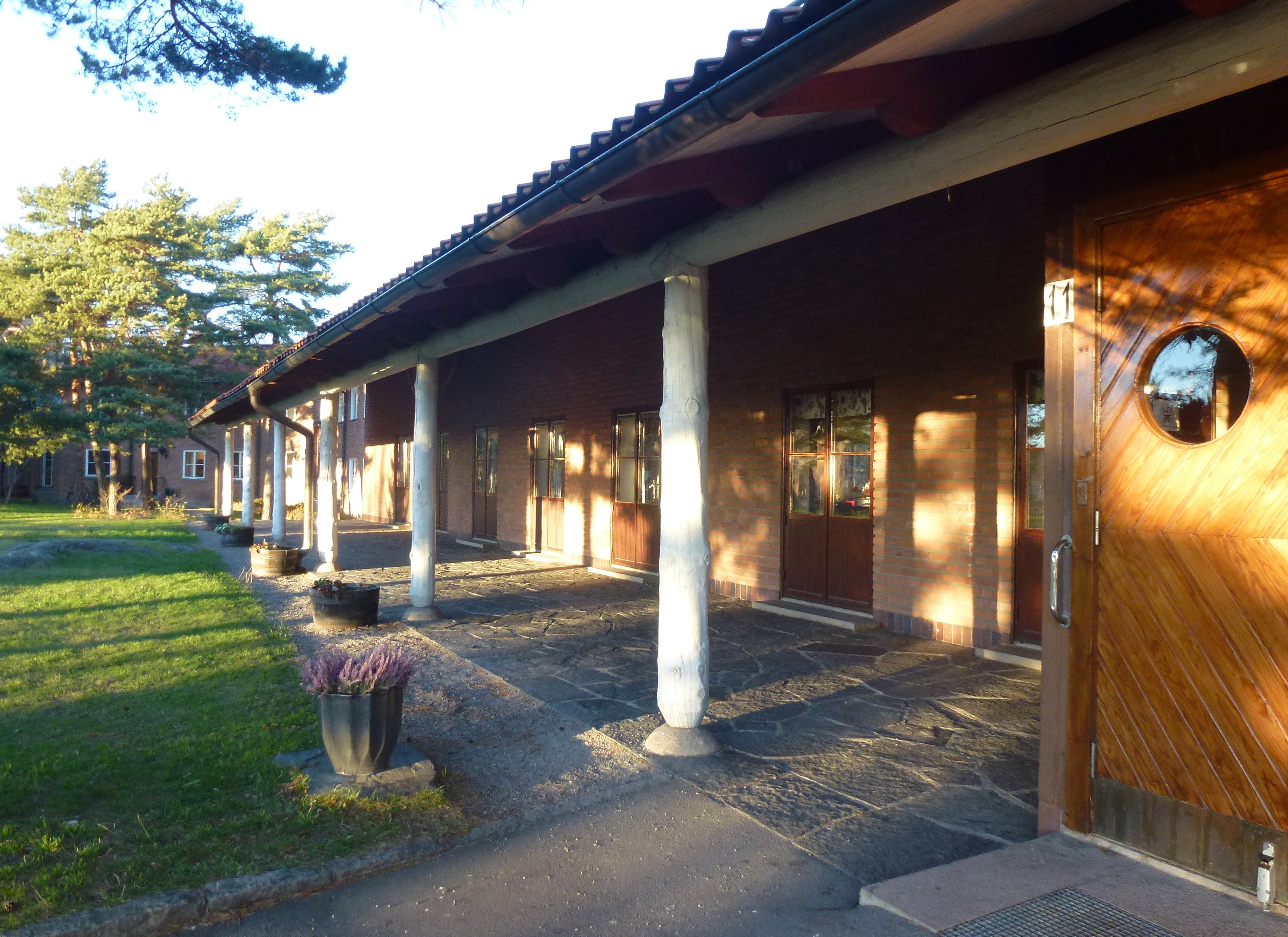
Församlingsbyggnad
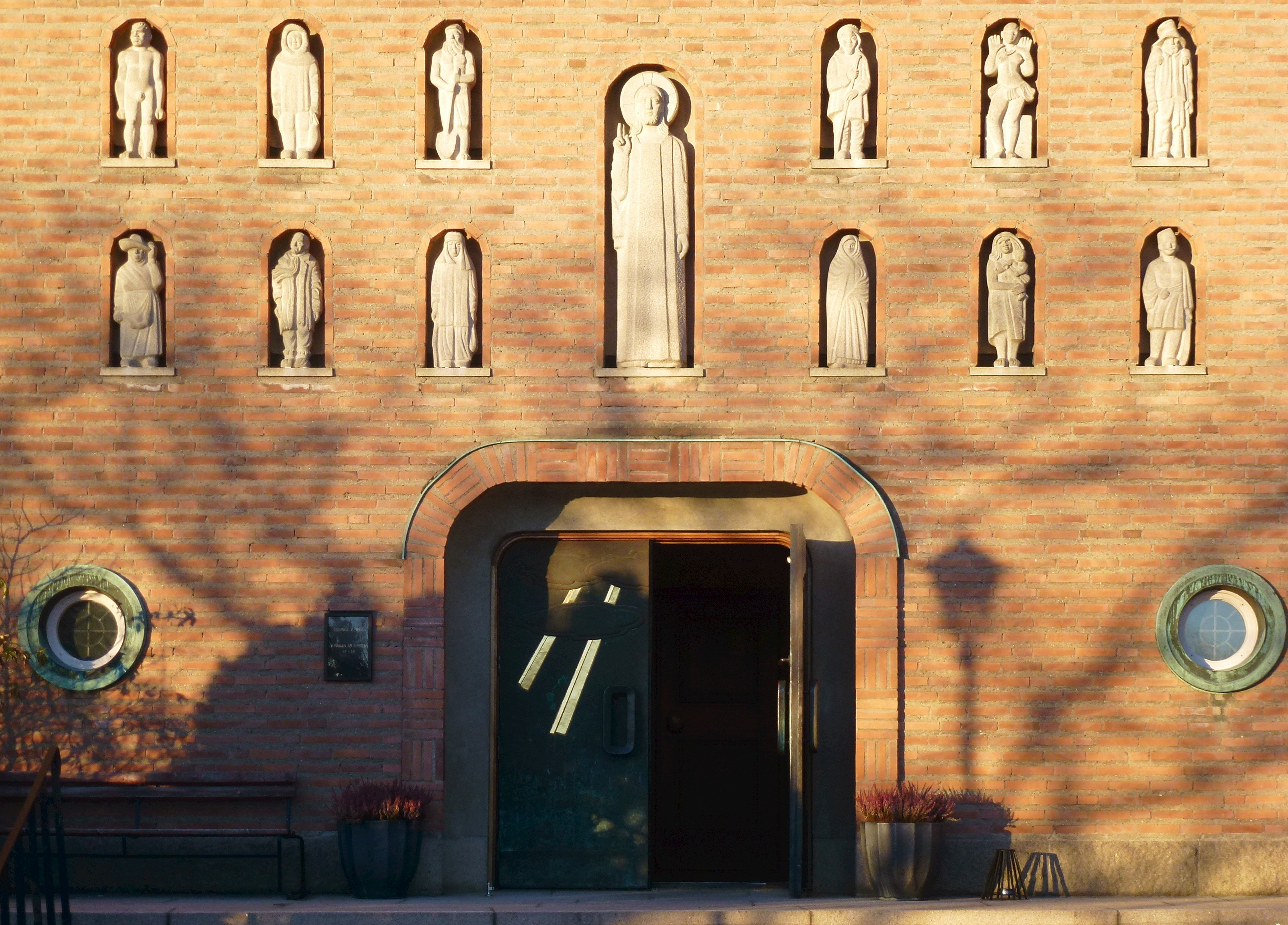
Kyrkportalen
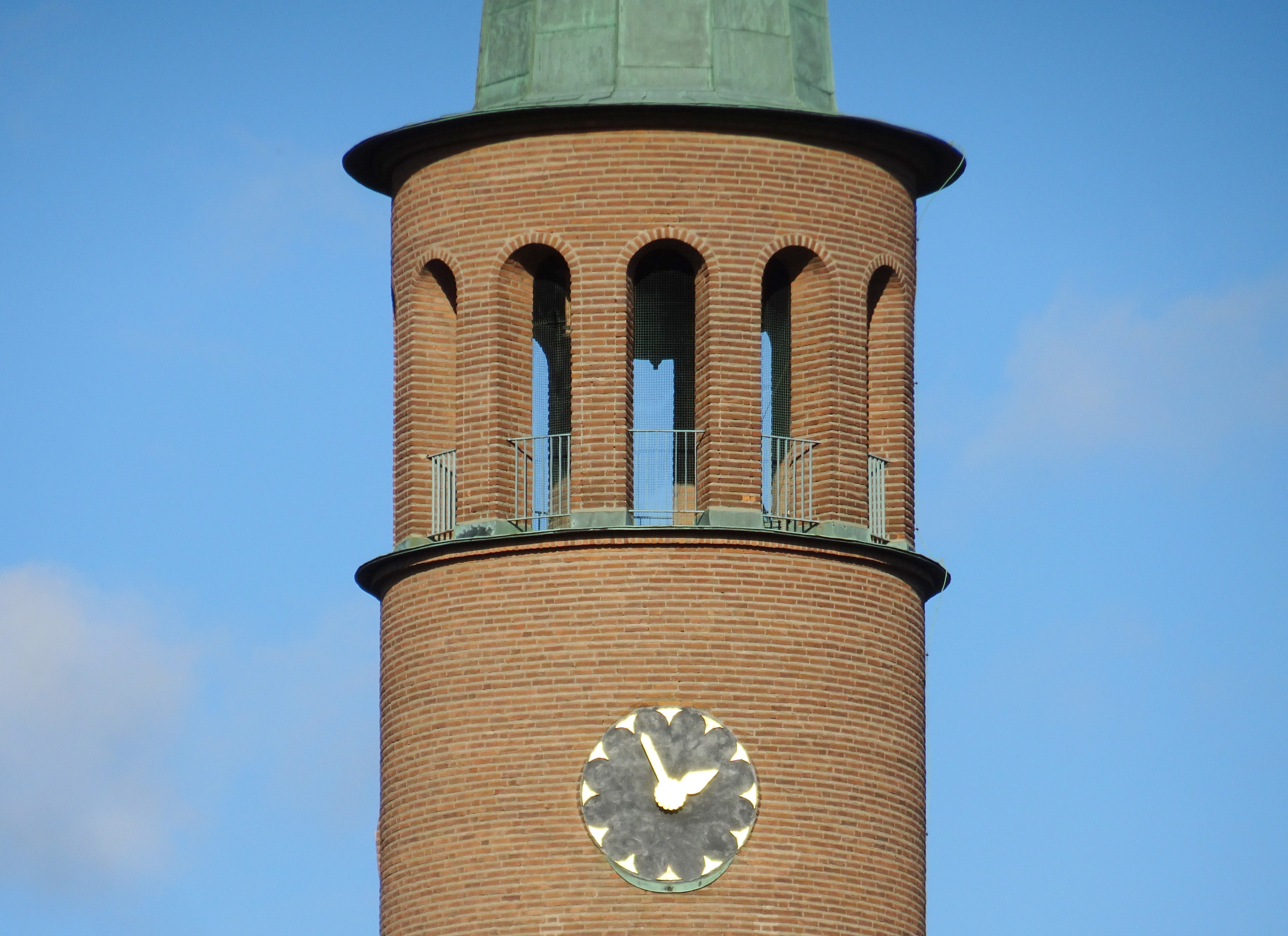
Torn och tornuret
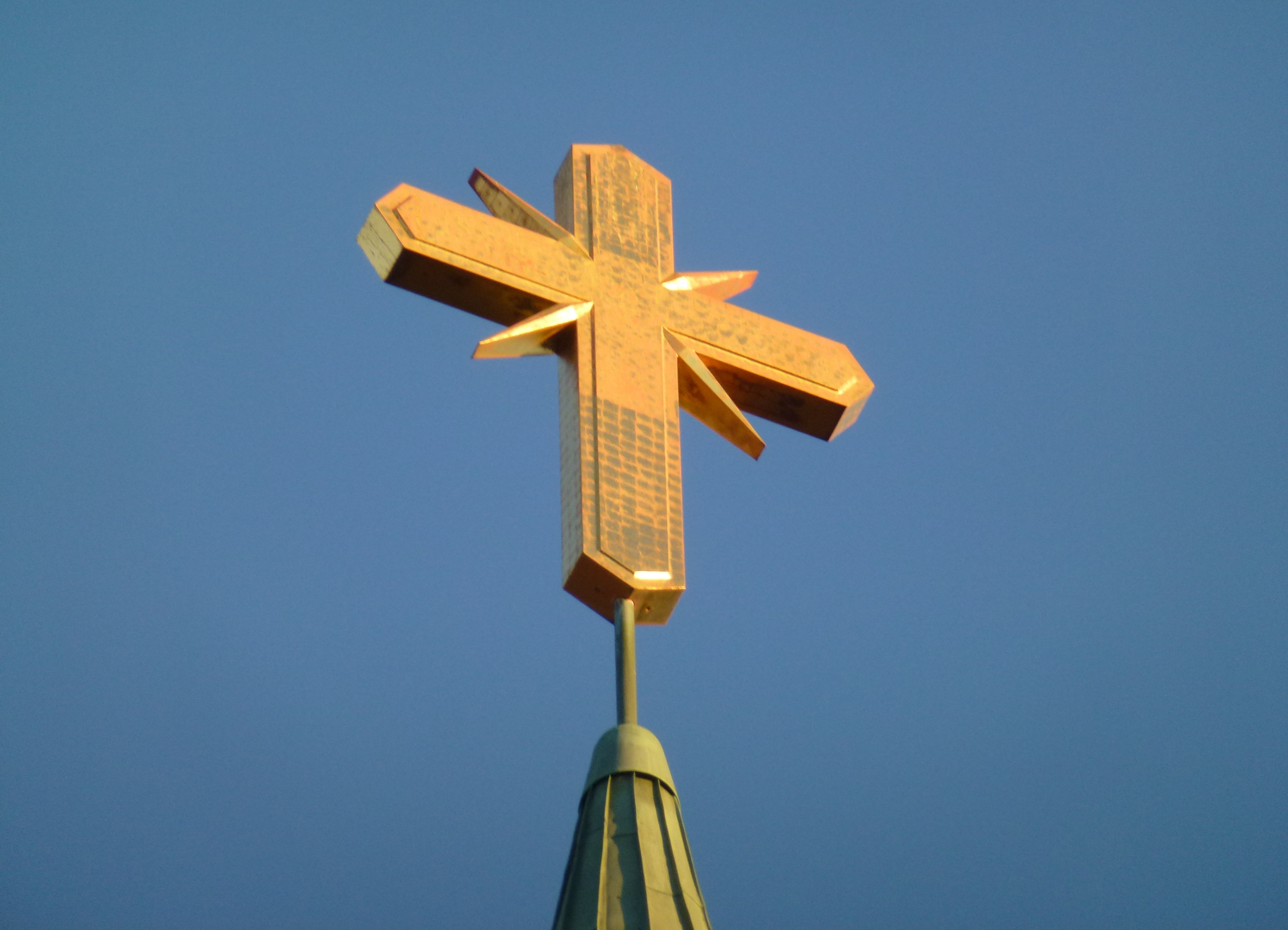
Korset
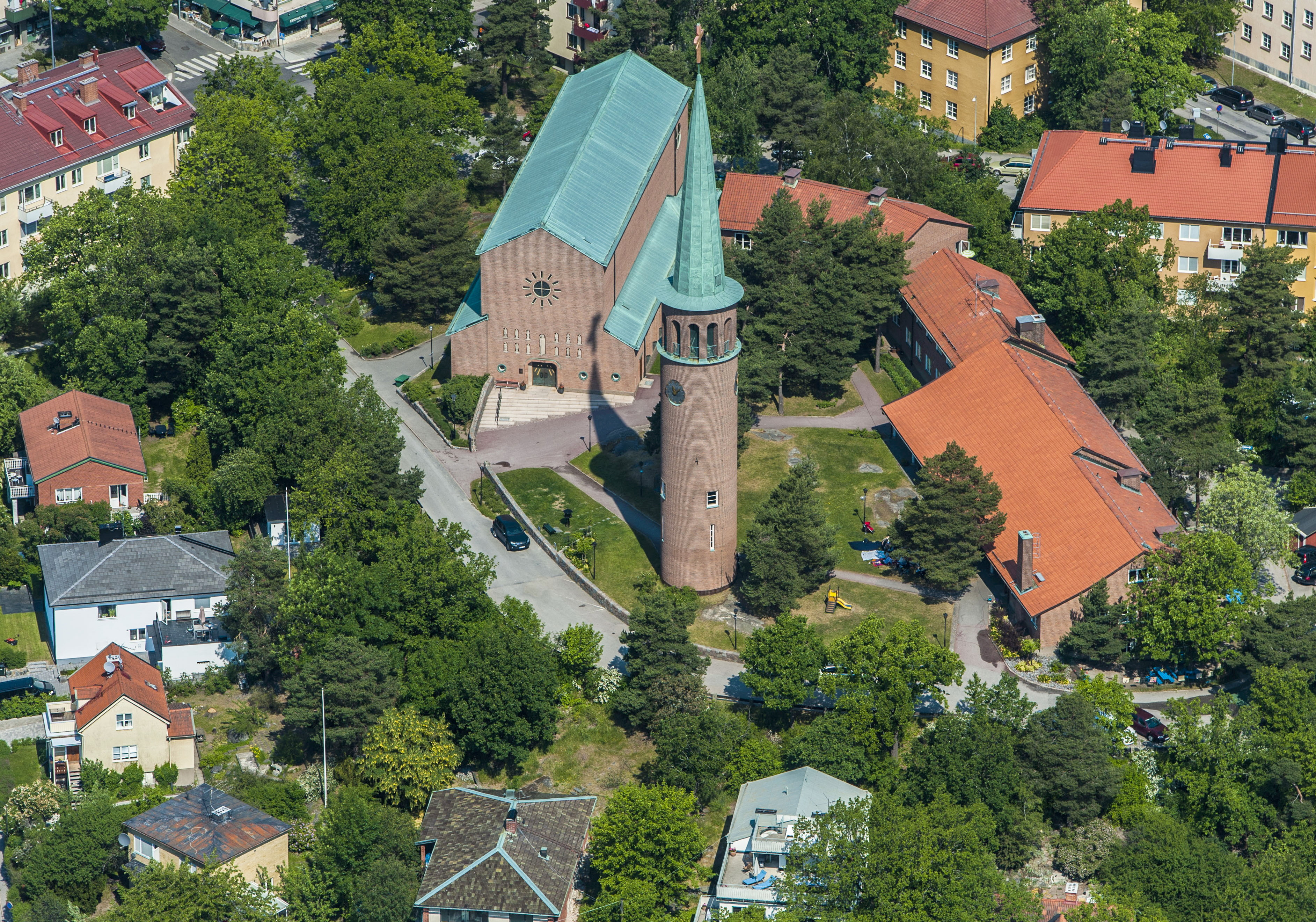
Flygbild

### Interiör
Golvet i kyrkorummet är belagt med tegel i fiskbensmönster. Väggarna är putsade i en grov struktur och avfärgade i en svag blå färgnyans. Taket är klätt med blålaserad träpanel. I östra sidoskeppet står dopfunten. Koret får sin dagsbelysning genom flera dolda fönster, som gör att altarrummet upplevs som mycket ljusare än kyrkans inre delar.
Över altaret hänger en bakifrån upplyst glasmålning Avsked och återkomst av konstnären Einar Forseth. Den var ursprungligen skapad för Karolinska sjukhusets kapell men är deponerad i Essinge kyrka sedan 1988. Över bänkarna hänger 14 belysningsarmaturer utförda i mässing och ritade av Cyrillus Johansson. Små hål i lampskärmarnas mässingsplåt bildar bibliska motiv. Predikstolen i nordvästra delen av mittskeppet är tillverkad av sandblästrad ek.

### Interiörbilder

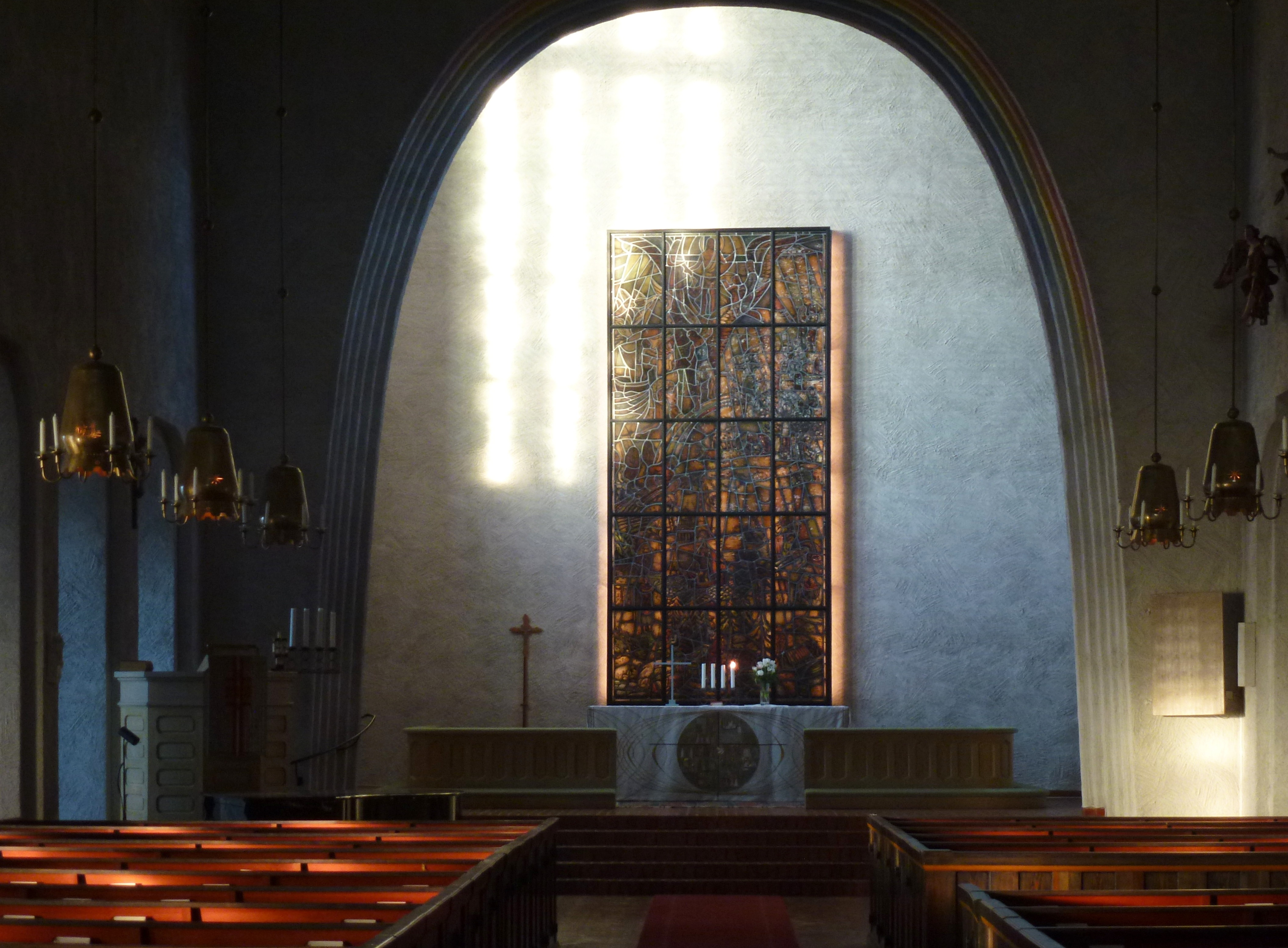
Koret
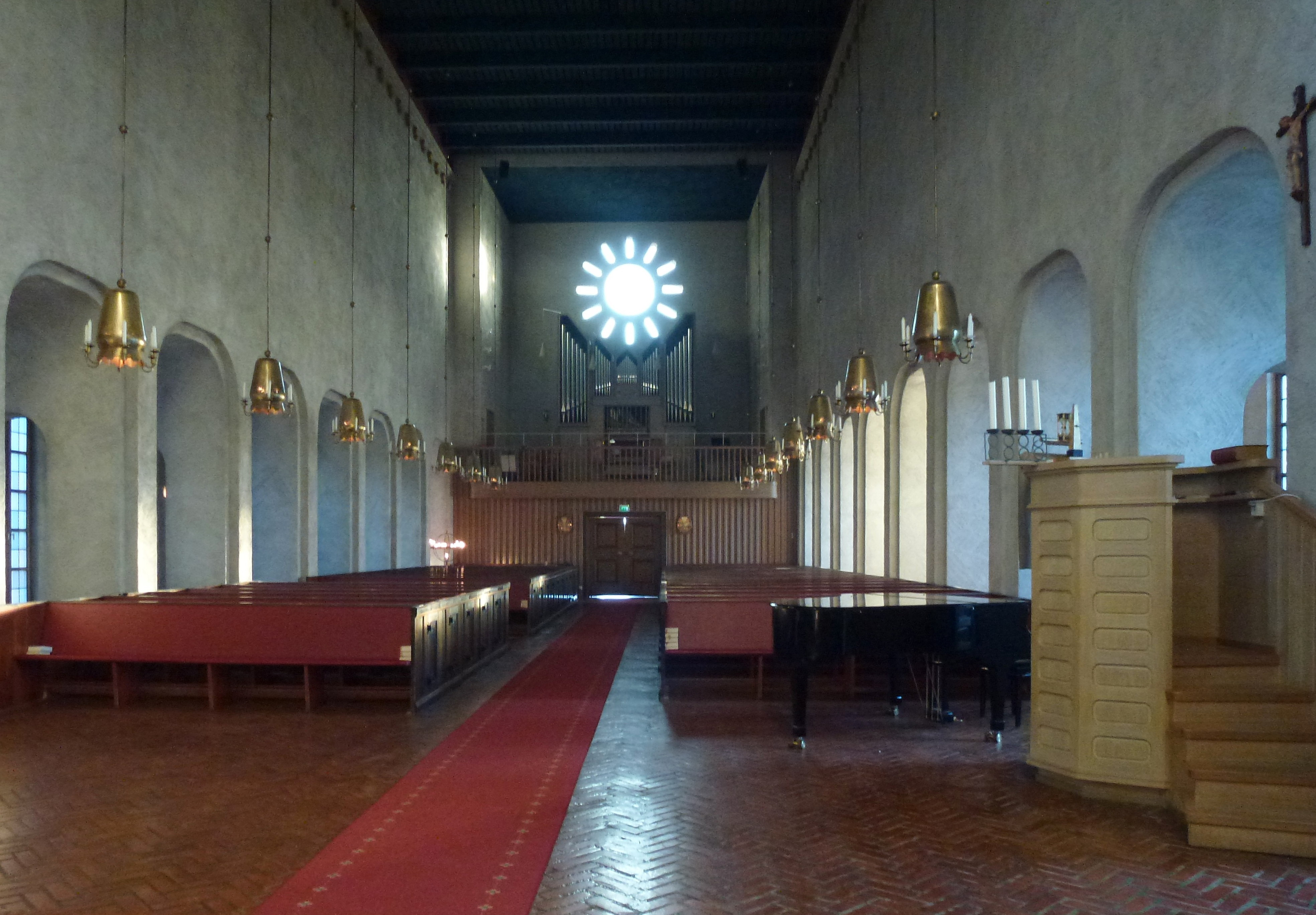
Orgelläktaren och predikstolen
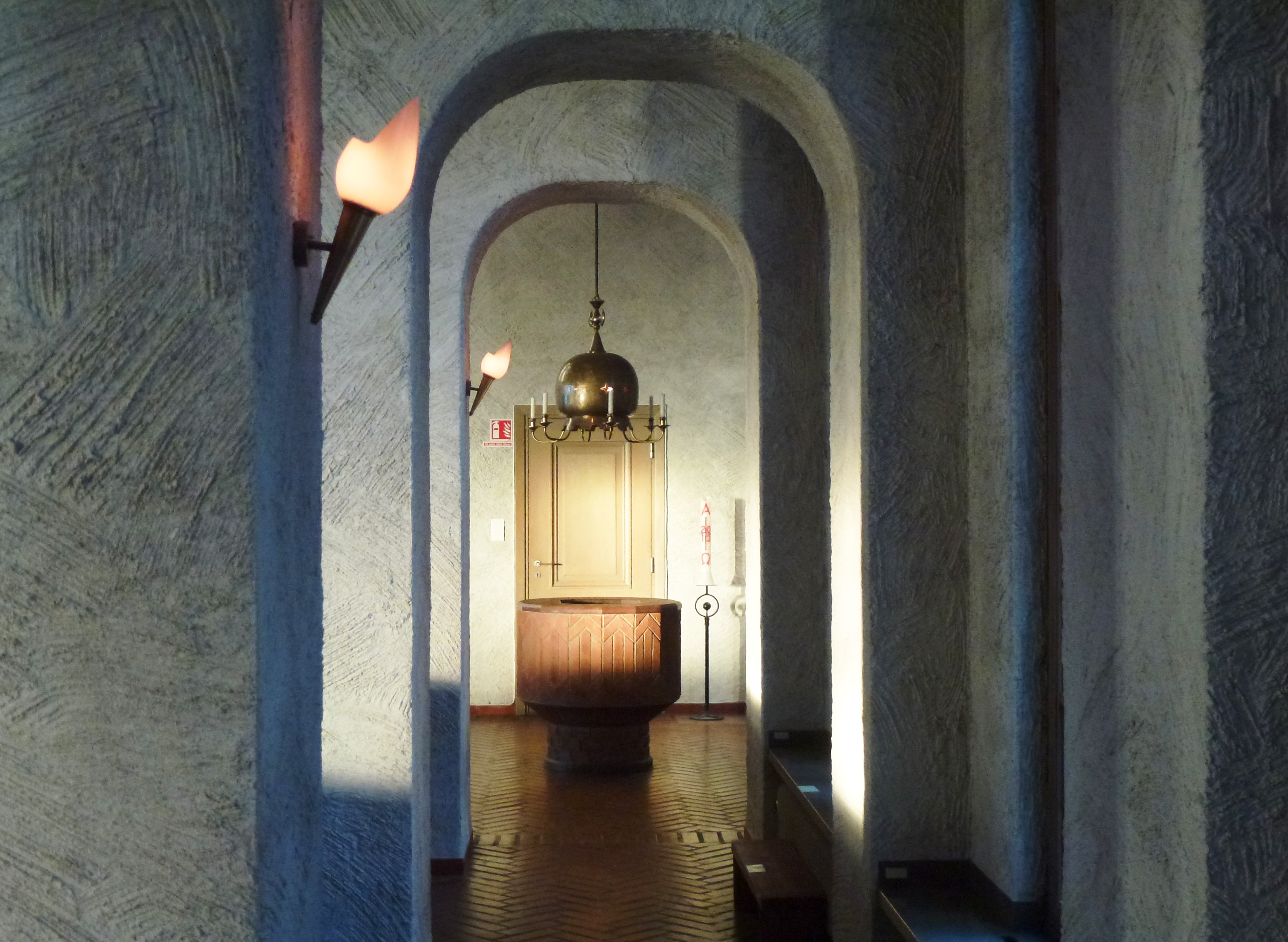
Östra sidoskeppet med dopfunt
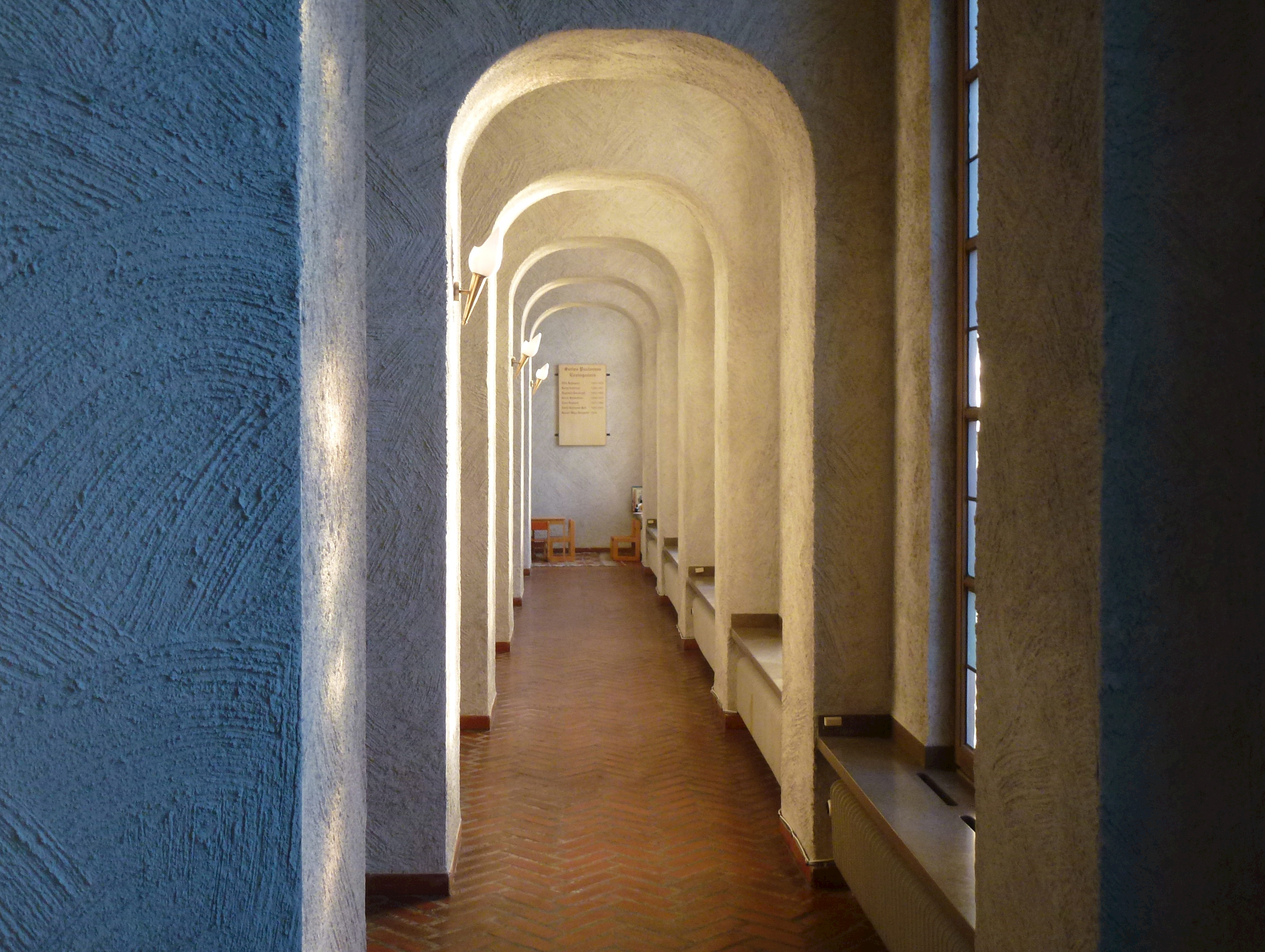
Västra sidoskeppet
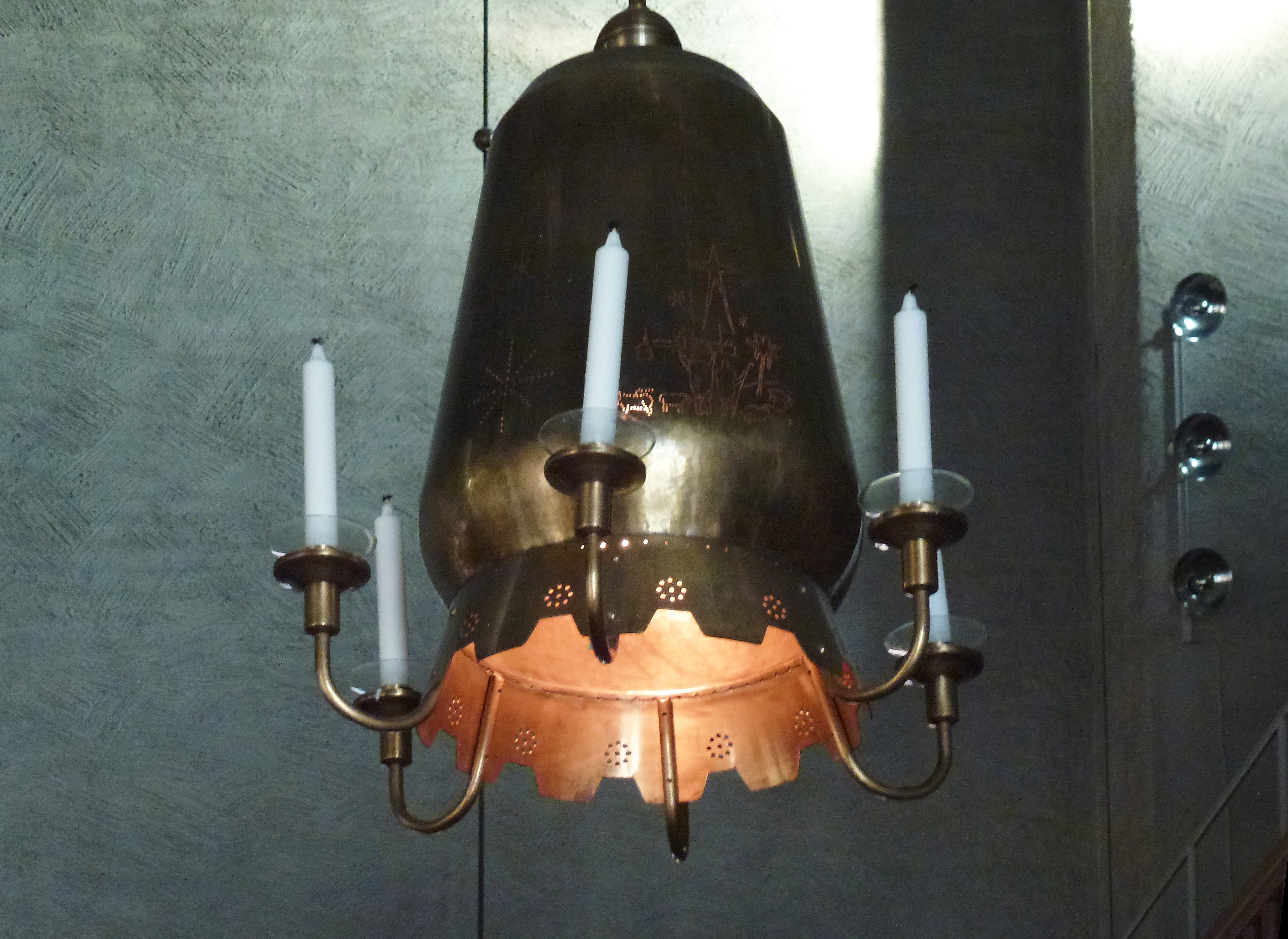
Belysningsarmatur

### Inventarier

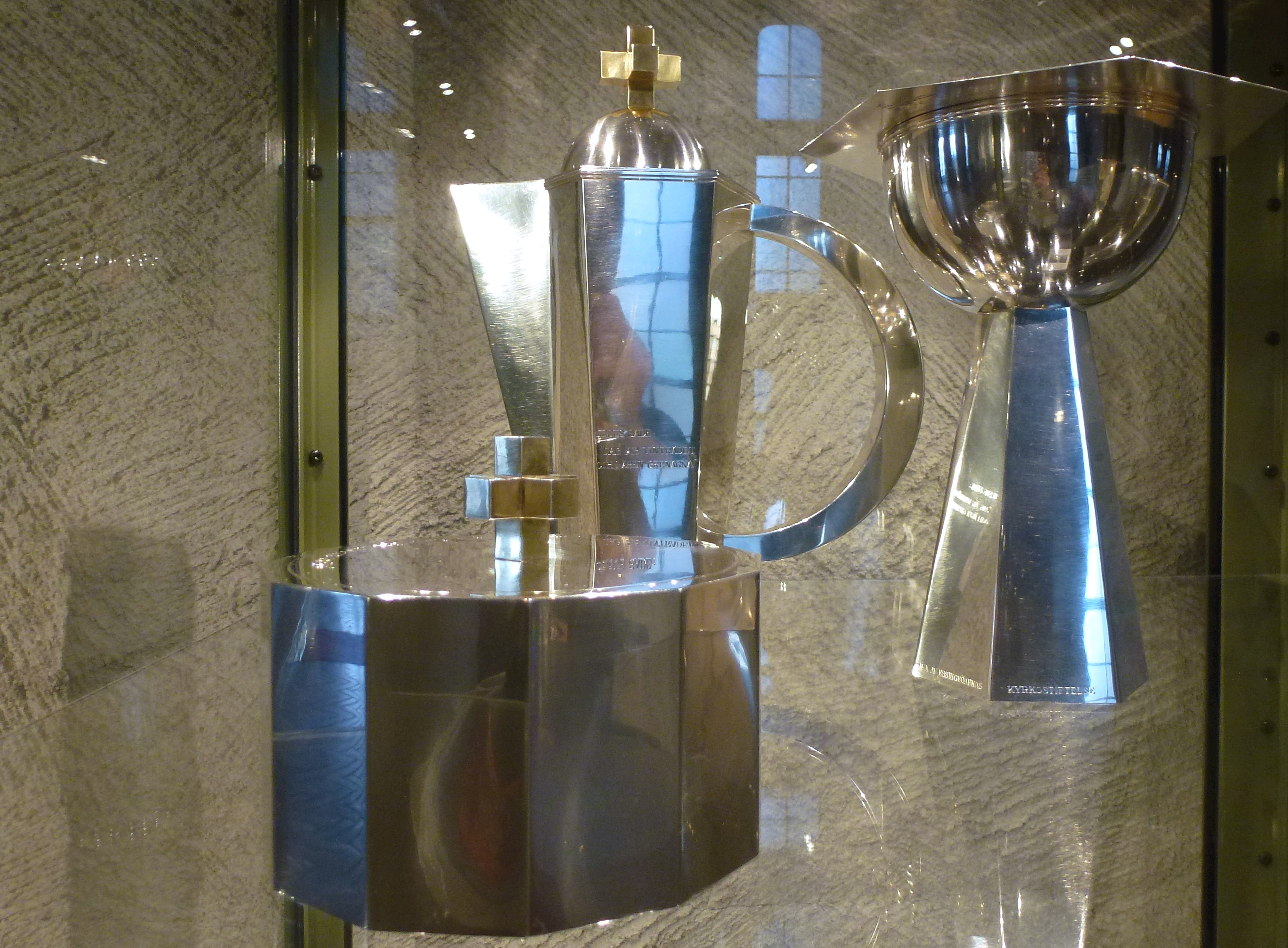
Nattvardssilvret.

- Glasmålning ovanför altaret, Avsked och återkomst av professor Einar Forseth. Målningen invigdes den 5 juli 1988 och består av mer än 600 blyinfattade glasdelar.
- Dopfunten är murad av 318 handsågade tegel och försedd med en silverskål. Belysningen ovanför har en genombruten mässingskupa med lysande stjärnor och lampfäste i form av en duva, den Helige Andes symbol.
- Huvudorgel: Olof Hammarberg, Göteborg, 1959, 23 stämmor.
- Kororgel: Åkerman & Lund Orgelbyggeri, Knivsta, 1976, 4 stämmor.
- Nattvardssilvret är en gåva av Essinge Kyrkostiftelse från 1954. Silvret består av kalk, paten, oblatask och vinkanna och är formgivet av silversmeden Wiwen Nilsson.